# 天川紗織
出川 紗織（でがわ さおり、1978年6月27日 - ）は、神奈川県出身のファッションモデル、女優。第32回ミス日本グランプリ受賞者。スカイコーポレーションに所属していた。武蔵大学人文学部卒業。

## 略歴
2000年1月31日、出川紗織としてミス日本グランプリを受賞。2001年のアサヒビールイメージガールや2002年の出光カレンダーガールを務める。
2002年秋に日中国交正常化30周年記念映画『王様の漢方』のヒロイン役で女優デビューしたのを機に天川紗織の芸名を名乗る。以後は映画『海賊仁義』や舞台『十二人の怒れる人々』などに出演。
2011年9月、婚約とブログの休止を発表。2012年3月、映画監督の八木毅と結婚したことを発表しブログ再開。
2013年4月30日、自身のブログでスカイコーポレーションを退所したことを発表。
2014年1月、ミス日本の審査員として参加。受賞時の名前の出川紗織として出席。
2017年1月、ミス日本OG会「やまとなでしこ会」代表に就任。2017年夏に夫である 八木毅監督の『霊魔の街』で女優として復帰したのを機に八木万利亜の芸名を名乗る。その後、基の本名・出川沙織名義で女優業、ミス日本のスタッフとして従事している。

## 人物
- 姉の出川香織は1995年度のミス日本・ミススカーフである[2]。
- 大学時代はチアリーディング部に所属していた[2]。この他にも日本舞踊やクラシックバレエ、アクション、殺陣、ヨガも得意。
- 趣味は散歩と旅行で、温泉ソムリエアンバサダー、マクロビオティックセラピスト、薬膳インストラクター、日本舞踊藤間流名取などの資格も持っている。
- 好きな色はピンク。

## 出演歴

### テレビドラマ
- ウルトラマンマックス 第2話「怪獣を飼う女」（監督・金子修介　2005年、CBC） - 葉山美宇 役
- 霊魔の街（監督・八木毅　2017年 新潟テレビ21）- 夜見御前 役

### 映画
- 王様の漢方（監督・ニュウ・ポ　2002年、配給：アスミック・エース/エデン）
- 勇者の秘宝（ビデオ化時に『海賊仁義』と改題）（監督・室賀厚　2004年、配給：グランプリ）
- あぜみちジャンピンッ!（監督:西川文恵　2009年）

### バラエティ
- いつでも笑みを(2002年KTV）
- トゥナイト(2003年EX)
- 夢のお金持ち生活！100億円ワイドショー（2004年EX）
- 感動！ドイツ”食”発見紀行（2005年BS朝日）
- 北野タレント名鑑（2006年CX)
- オビナ!(2006年　BS日テレ)
- ひらめ筋GOLD（日本テレビ）
- 脱がせ屋「高須」のモンド無用!（MONDO21）
- 熱血!平成教育学院（フジテレビ、2009年5月）
- 映像体験!イッキ見シアター（関西テレビ放送　2011年5月）

ミス日本受賞者特集。受賞時のタスキとティアラをつけて近況についてのインタビューには答えているが、時間の都合によりインタビューは割愛。その時に撮影された映像の静止画は写真の一覧で紹介されている。
- 明石家さんまの転職DE天職（日本テレビ放送網　2015年5月）

ミス日本特集で、夫婦そろって出演（本名の出川紗織名義で）。結婚後一旦主婦業への専念を理由として芸能活動を中断していたが、その後再開したことを明らかに。
- ピンコ通販やるってよ〜本日開店！ピンコデパート（2015,2016年 TBS)

### CM
- ソリマチ会計ソフトイメージキャラクター（2000年）
- アサヒビール　キャンペーンガール（2001年）
- 出光カレンダーモデル（2002年）
- 万葉倶楽部　横浜みなとみらいイメージガール（2006年）
- イセ食品　たまご大使（2007年）
- 桂由美　アジアブライダルサミット 2009　モデル（2009年）
- P&Gジョイ　インフォマーシャル（2015年）

### DVD
- ウルトラマンマックス Vol.4「ココの目 物語を彩る女性たち」（2006年、バンダイビジュアル）
- 霊魔の街（2017年、ポニーキャニオン）

### 雑誌
- 週刊ポスト
- 週刊プレイボーイ
- おふろダイエット
- GENROQ VOYAGE 魅惑のリーティラモルジブ
- ミス日本の美人食

### 舞台
- 劇団空感エンジン「六畳一間で愛してる」（2010年8月12日-16日、エアースタジオ）
- 劇団空感エンジン「飯田家の最期」（2010年9月9日-13日、エアースタジオ）
- 劇団空感エンジン「ホッチキス」（2010年11月13日-20日、新宿・SPACE107）
- エアースタジオ「十二人の怒れる人々」（2011年2月2日-6日、エアースタジオ）